# Unternehmen Weitsprung
Unternehmen Weitsprung war der Deckname einer deutschen Militäroperation für einen angeblichen Attentatsplan auf die Teheran-Konferenz 1943. Der Plan wurde nach dem Zweiten Weltkrieg bis heute durch russische Medien sowie Darstellungen in Filmen und Agentenromanen popularisiert. Historiker gehen davon aus, dass ein solcher Plan nie bestanden hat, sondern die sowjetischen Berichte darüber Teil einer Desinformationskampagne des NKWD bzw. später KGB waren.

## Geschichte und propagandistische Darstellung

### Historischer Hintergrund

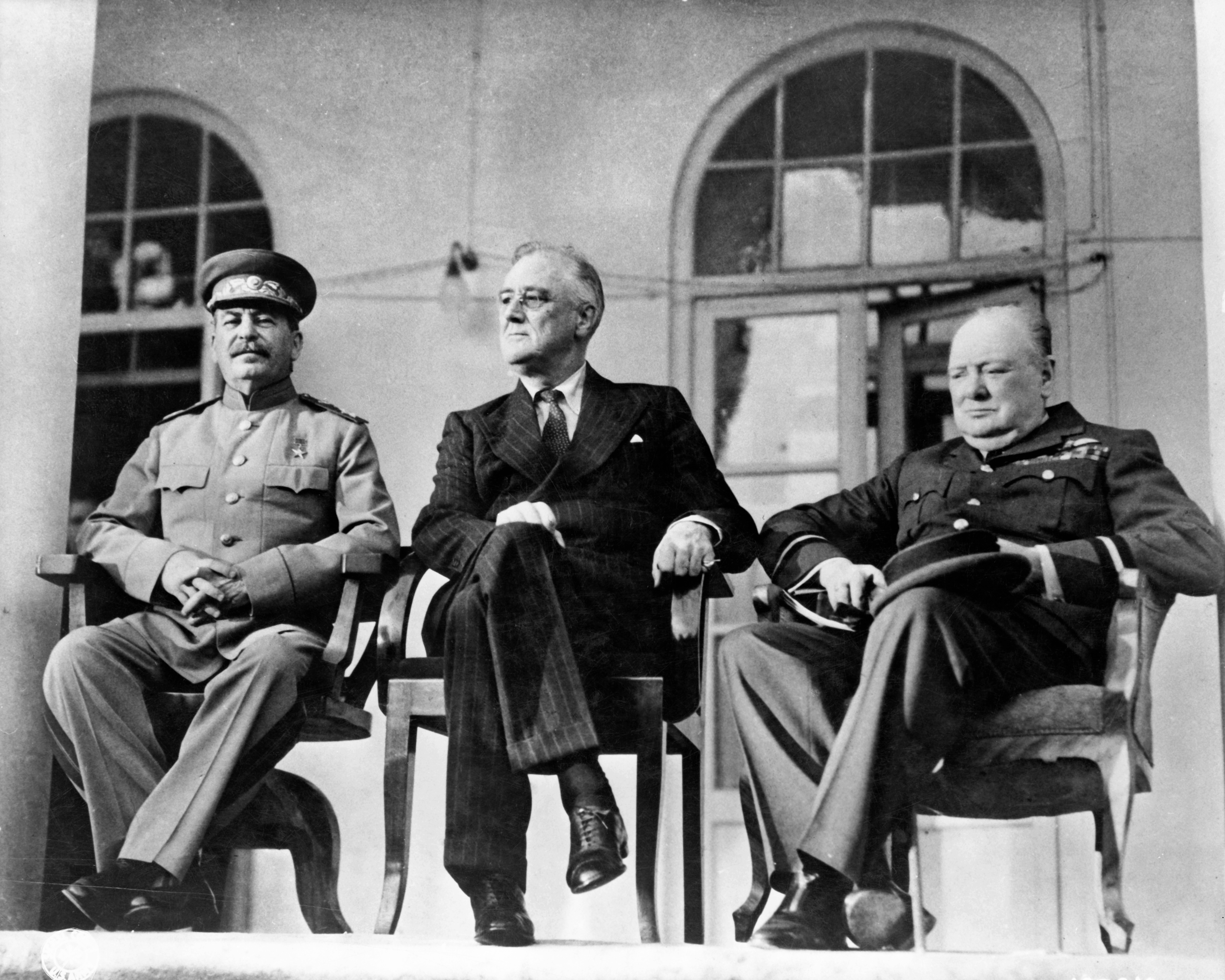
Stalin, Roosevelt und Churchill in Teheran

Ende 1943 trafen sich in Teheran im Iran die Staatschefs der drei Hauptalliierten der Anti-Hitler-Koalition im Zweiten Weltkrieg, Großbritannien, den USA und der Sowjetunion. Teilnehmer waren der US-Präsident Franklin D. Roosevelt, der britische Premierminister Winston Churchill, der sowjetische Staatschef Josef Stalin sowie deren militärische Berater.
Das deutsche Agentennetz im Iran war bereits Mitte 1943 zerstört worden, also weit vor der Festlegung Teherans als Treffpunkt der Großen Drei. Teheran wurde während der Konferenz vom NKWD abgesichert, der dazu 3.000 Mann Sicherheitstruppen in der Stadt hatte. Roosevelt und Churchill fühlten sich während der Konferenz so sicher, dass sie zu Fuß oder in einem offenen Jeep in der Stadt unterwegs waren. Die Konferenz fand vom 28. November bis zum 1. Dezember 1943 ohne Zwischenfälle statt.

### Russische Darstellung des Plans
2003 stellte der russische Autor Jurij Kusnez in der Presseabteilung des russischen Auslandsgeheimdienstes SWR ein russischsprachiges Buch mit dem Titel Teheran-43 vor. Dabei waren der ehemalige Spion Geworg Wardanjan und SWR-Generalleutnant Wadim Kirpitschenko anwesend. 2007 verbreitete die russische Nachrichtenagentur Novosti einen Bericht der Regierungszeitung Rossijskaja gaseta über die Produktion eines Dokumentarfilms mit dem Arbeitstitel „The Lion and the Bear“. Der Film über die russisch-britischen Beziehungen sollte von Churchills Enkeltochter Celia Sandys präsentiert werden. Ob der Film je fertiggestellt und ausgestrahlt wurde, ist nicht bekannt. Celia Sandys war an einer solchen Sendung bis 2012 nicht beteiligt.
Nach russischer Darstellung soll Otto Skorzeny auf Befehl Hitlers die Attentatsoperation geführt haben. Der in der Ukraine operierende sowjetische Agent Nikolai Kusnezow, getarnt als Oberleutnant Paul Siebert, soll davon von einem SS-Sturmbannführer namens „Ulrich von Ortel“ bei einer „Flasche guten Brandys“ erfahren haben. Von Ortel habe Kusnezow anschließend noch eingeladen, ihn auf einer Reise zum Teppichkauf nach Teheran zu begleiten.
In Teheran hätten die Sowjets eine Agentengruppe um Geworg Wardanjan beauftragt, das Attentat zu verhindern. Nach dieser Darstellung sei ein deutsches Vorauskommando von sechs Funkexperten mit Fallschirmen in Qom, 60 km von Teheran entfernt, gelandet. Sie seien anschließend entdeckt und überwacht worden und hätten eine Funkverbindung aufgebaut, deren Nachrichten die sowjetischen Agenten dechiffriert hätten. Nachdem die deutschen Funker ihrer Zentrale mitgeteilt hätten, dass das Unternehmen überwacht werde, sei es gestoppt worden. Die zweite Gruppe angeführt von Skorzeny sei daher nicht in den Iran entsandt worden.

### Darstellung von Otto Skorzeny
Otto Skorzeny bestritt nach Kriegsende, dass es jemals ein deutsches Kommandounternehmen „Weitsprung“ gegeben habe. Bei einem Treffen Skorzenys mit Hitler und Walter Schellenberg, auf dem diese entsprechende Gedanken zu einem Attentat geäußert haben sollen, will Skorzeny die Idee als undurchführbar bezeichnet haben. Hitler habe ihm zugestimmt. Skorzeny führt in seinen in den 1950ern erschienenen Memoiren weiter aus: „Das Unternehmen Weitsprung hat wirklich nur in der Einbildung wenig wahrheitsliebender Schreiberlinge […] existiert“. Zu dem auch heute von russischen Quellen noch erwähnten angeblichen Informanten schrieb Skorzeny: „Chef dieses abscheulichen Unternehmens ist ein junger Sturmbannführer Paul von Oertel – den es weder bei mir, noch überhaupt gab“.

## Künstlerische Verarbeitung
Die Idee eines deutschen Attentats auf Roosevelt, Churchill und Stalin während ihrer Konferenz in Teheran ist als dramatischer Stoff mehrfach in Romanen und Filmen verarbeitet worden. Nicht alle diese Verarbeitungen folgen der KGB-Version der angeblichen Pläne unter Beteiligung Skorzenys.
1980 entstand Teheran 43. Der Film wurde 1981 uraufgeführt. Dabei ist der kaltblütige deutsche Auftragsmörder Max Richard (Armen Dschigarchanjan) unterwegs, um die drei Staatsmänner zu töten. Das Leben der drei wird durch zwei junge Verliebte gerettet. 1980 versteckt sich Max bei der jungen Pariserin Françoise (Claude Jade) und vertraut ihr seine Dokumente an. Diese soll ein Rechtsanwalt (Curd Jürgens) versteigern. Als der ehemalige Auftraggeber des Attentats, Scherner (Albert Filosow), alle damaligen Zeugen beseitigen will, versucht ein Pariser Polizeiinspektor (Alain Delon) ihn zu stoppen. Der Film erhielt den Goldpreis der Internationalen Filmfestspiele Moskau 1981.
Der englische Autor Philip Kerr veröffentlichte 2006 den Thriller Hitler’s Peace (deutsch: Der Pakt), in dem ein SS-General ein Bombenattentat auf Roosevelt, Stalin und Churchill in Teheran plant.